# 渡辺貞
渡辺 貞（わたなべ ただし、1944年10月 - ）は、日本の計算機科学者。NEC SXシリーズ開発の中心メンバーである。北海道栗山町出身。東京大学大学院電子工学専攻修士課程修了。

## 概要
日本のスーパーコンピュータ技術を世界レベルまで持ち上げたコンピュータアーキテクト。NEC SXシリーズ、地球シミュレータの開発を手がけ、その後理化学研究所で京の開発、導入に関わっている。
東京大学大学院修了後、NECに入社。NEACシリーズとACOSシリーズの互換性確保に携わる。入社数年後に通商産業省の補助を受けてスーパーコンピュータの開発に携わる。
中心メンバーとして開発に携わったSX-2は1983年に、世界初のGFLOPSを越えたスーパーコンピュータとして発表される。その後、SX-3、SX-4などのベクトル型スーパーコンピュータの開発にも関わる。これらの成果に対し、1998年に日本人初となるACM/IEEEエッカート・モークリー賞を受賞。
その後、海洋研究開発機構に設置された地球シミュレータの開発にも中心メンバーとして携わる。地球シミュレータは2002年に完成し、5期連続でTOP500の1位を達成。NEC SXシリーズ、地球シミュレータ設計等の功績により、2006年に日本人初のシーモア・クレイ賞を受賞。
NECを退社後、実効性能10ペタフロップスを目指す次世代スーパーコンピュータ（京）の開発のため、理化学研究所次世代スーパーコンピュータ開発実施本部 プロジェクトリーダーに着任。次世代スーパーコンピュータは計画途中でNEC、日立製作所の離脱によりベクトル型の部分はなくなり、スカラー型となった。2011年、TOP500で2期連続1位となる。

## 経歴
- 1962年 東京都立新宿高等学校卒業
- 1968年 東京大学大学院電子工学専攻修士課程修了
- 1968年 NEC 入社
- 1982年 NECコンピュータ技術本部技術課長 （スーパーコンピュータの開発）
- 1985年 NECコンピュータ技術本部第五技術部長
- 1988年 NECコンピュータ技術本部長代理
- 1989年 NEC情報処理製品計画本部長代理
- 1990年 NECスーパーコンピュータ販売推進本部
- 1999年4月 高度情報科学技術研究機構理事（2005年12月まで）
- 1999年 NECソリューションズ 支配人（HPC担当）
- 2005年9月 博士（情報科学）（東北大学）
- 2005年12月 NEC 退社
- 2006年1月 文部科学省研究振興局研究振興官
- 2006年8月 理化学研究所 次世代スーパーコンピュータ開発実施本部 プロジェクトリーダー兼副本部長

## 受賞・栄誉
- 1998年 ACM/IEEEエッカート・モークリー賞
- 2005年 IEEEフェロー
- 2006年 シーモア・クレイ賞
- 2007年 日本計算工学会功績賞
- 2009年 日本学士院賞「大規模・高精度計算科学に関する研究」（矢川元基と共同受賞）